# Golpe de Jarnac
En esgrima, se llama golpe de Jarnac (en francés moderno, coup de Jarnac) a un golpe violento, imprevisto y decisivo, considerado erróneamente como un golpe artero o desleal.
El origen de la expresión es la estocada con la que Guy de Chabot, futuro barón de Jarnac, venció en un duelo el 10 de julio de 1547 a François de Vivonne (1520-1547), señor de La Châtaigneraie.
En su acepción primigenia, es una estocada infligida a la parte trasera de la rodilla o del muslo. Poco después, se convirtió en sinónimo de golpe hábil. Pero a partir del Diccionario de Trévoux (fines del siglo XVIII), adquiere un sentido peyorativo que aún hoy en día conserva. Fue Émile Littré quien restableció la acepción de origen, en el sentido de un golpe decisivo, hábil, pero leal.

## El duelo

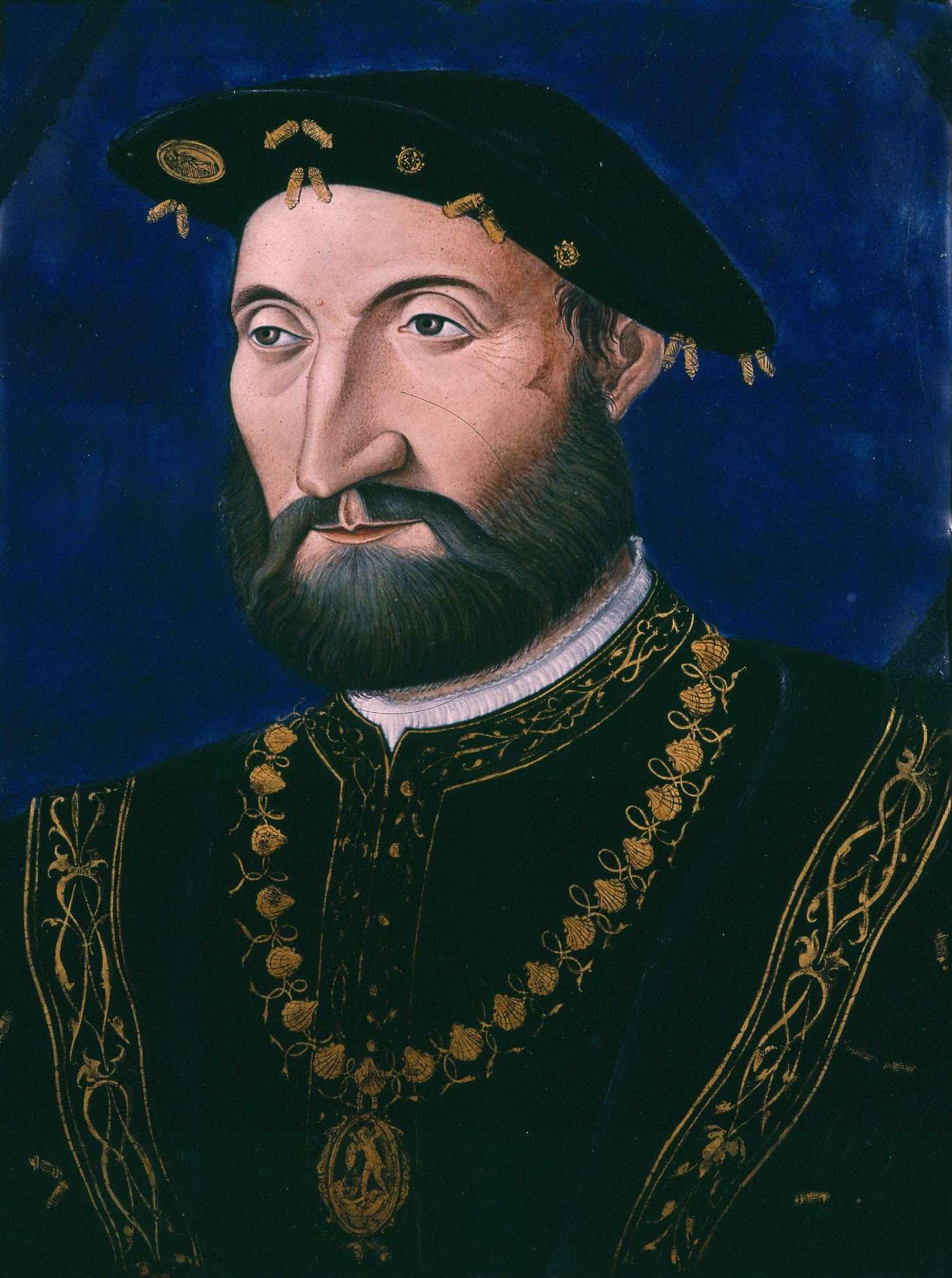
Guy de Chabot

Guy de Chabot (1514-1584), oriundo de Saint-Gelais y futuro séptimo barón de Jarnac a la muerte de su padre, se había casado en marzo de 1540 con Louise de Pisseleu, hermana de la futura duquesa de Étampes, Anne de Pisseleu, quien además era amante del rey Francisco I de Francia. El delfín - el futuro Enrique II de Francia - había hecho correr el rumor, muy probablemente instigado por su amante Diana de Poitiers, de que Guy Chabot le debía a su cuñada toda suerte de favores.
La Duquesa de Étampes, ultrajada, exigió justicia a su real amante. El culpable, el delfín, temía la cólera de su padre y le encargó a su amigo François de Vivonne, señor de La Châtaigneraie, que dijera que era él el autor de los rumores y que no había hecho sino supuestamente repetir lo que Guy de Chabot le habría dicho.
Por su parte, Chabot no pudo sino pedir al rey permiso para lavar su honor, pero Francisco I rehusó concederle en vida el derecho al duelo. El rey era consciente de que se trataba de "disputas entre mujeres celosas".

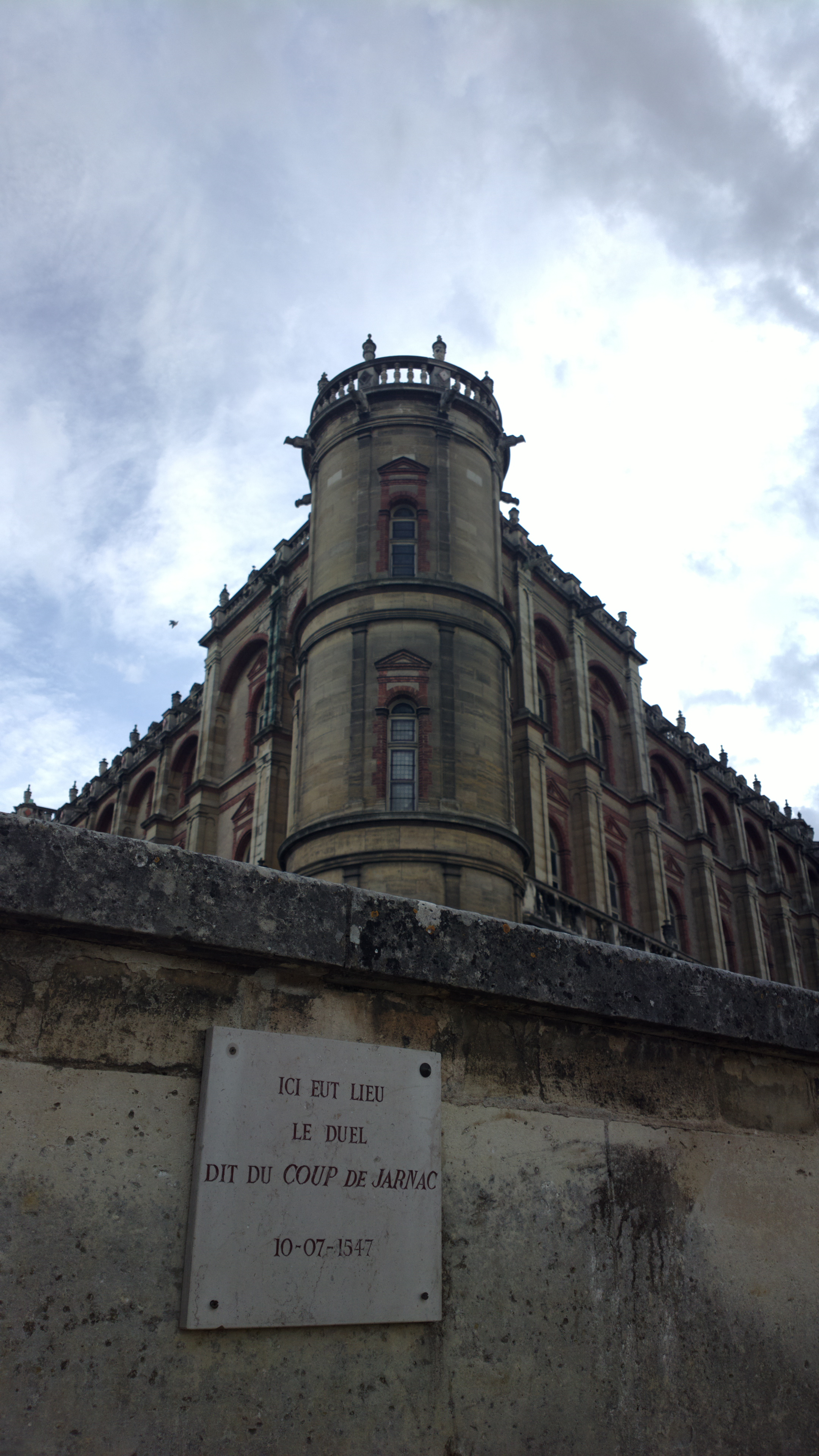
Lugar donde se llevó a cabo el duelo, el Castillo Viejo de Saint-Germain-en-Laye.

A la muerte de Francisco I, Enrique II ascendió al trono. Chabot renovó su petición,que esta vez fue recibida favorablemente. Pero la reputación de buen tirador de François de Vivonne era tal que, entretanto, Guy de Chabot tomó clases con un espadachín italiano, quien le enseñó un mandoble desconocido hasta entonces. Este maestro de armas también había previsto explotar una debilidad del rival de Guy Chabot: una vieja herida en la rodilla. Le recomendó que eligiera un arma pesada, la espada a dos manos, para cansarlo y volver sus desplazamientos más lentos.
El duelo tuvo lugar el 10 de julio de 1547 frente al castillo de Saint-Germain-en-Laye. Al principio, el combate favorecía a François de Vivonne, hasta que Chabot le asestó la estocada que ahora lleva su nombre. El golpe se hundió en el jarrete de su adversario. El golpe fue declarado por los árbitros "de buena ley", y ante la sorpresa general, Guy Chabot fue declarado vencedor.
Una crónica que ha llegado hasta nuestros días y que se conserva en la Biblioteca Nacional de Francia en París, relata que François de Vivonne, quien esperaba ganar fácilmente el duelo, había previsto dar un banquete la noche misma del duelo. Pero fue tan humillado por esta derrota, que se arrancó las vendas de su herida y murió durante la noche. Un tumulto se produjo con una represión despiadada.

## Reconstitución histórica
El 30 de junio de 2007, figurantes y actores recrearon la historia del castillo de Saint-Germain-en-Laye, y uno de los cuadros dedicados al rey Enrique II de Francia consistió en la reconstitución del famoso duelo.